# Godzisław
Godzisław (deutsch Glasenapp) ist ein Dorf der Gmina Grzmiąca (Gramenz) in der polnischen Woiwodschaft Westpommern und gehört zum Powiat Szczecinecki (Neustettin).

## Geographische Lage
Godzisław (Glasenapp)  liegt in Hinterpommern, etwa 26 Kilometer nordwestlich von Szczecinek  (Neustettin) und 135 Kilometer nordöstlich der regionalen Metropole Stettin.

## Geschichte
Am 22. September 1777 war der Hauptmann Joachim Casimir von Glasenapp mit dem Rittergut Grünewald belehnt worden, das sich seither im Besitz der Familie von Glasenapp befand. Nachkommen der Familie   errichteten ihr neues Anwesen östlich des Dorfes und nannten die entstehende Siedlung Grünewald-Gut. In der Zeit von 1923 bis 1925 verkaufte die Familie den Besitz und zwei Söhne wanderten nach Brasilien aus. Die Ortschaft Glasenapp wurde 1928 auf dem Land von Grünewald-Gut gegründet. Dieses Gebiet wurde dann 1929 an Landwirte verkauft, die darauf ihre Höfe bauten. Der neue Ort gehörte zur Gemeinde und zum Standesamt Grünewald und hatte eine eigene, bereits 1907 errichtete Zwergschule, in der weiterhin unterrichtet wurde.
Im Zweiten Weltkrieg eroberte Ende Februar 1945 die Rote Armee die Region und unterstellte sie im März 1945 der Verwaltung der Volksrepublik Polen. Diese benannte Glasenapp in Godzisław um, vertrieb die Einwohner und besiedelte es mit Polen.